# Toivo Mikael Kivimäki
Toivo Mikael Kivimäki (Tarvasjoki, 5 de junho de 1886 – Helsinque, 6 de maio de 1968) foi um jurista e político finlandês, que serviu como 13.º primeiro-ministro da Finlândia entre  	14 de dezembro de 1932 e 7 de outubro de 1936. Foi o responsável por restabelecer a economia finlandesa por meio de uma legislação que combateu o extremismo político e aderir à política nórdica de neutralidade.
Kivimäki era graduado e pós-graduado em direito, trabalhou como professor de direito civil na Universidade de Helsinque e foi membro fundador da Ordem dos Advogados da Finlândia. Na política, ele serviu como ministro da justiça e do interior.
Kivimäki era o embaixador da Finlândia em Berlim entre 1940 e 1944. Por pressão da União Soviética, ele foi julgado e condenado por crimes de guerra.